# Andreas Gutzwiller

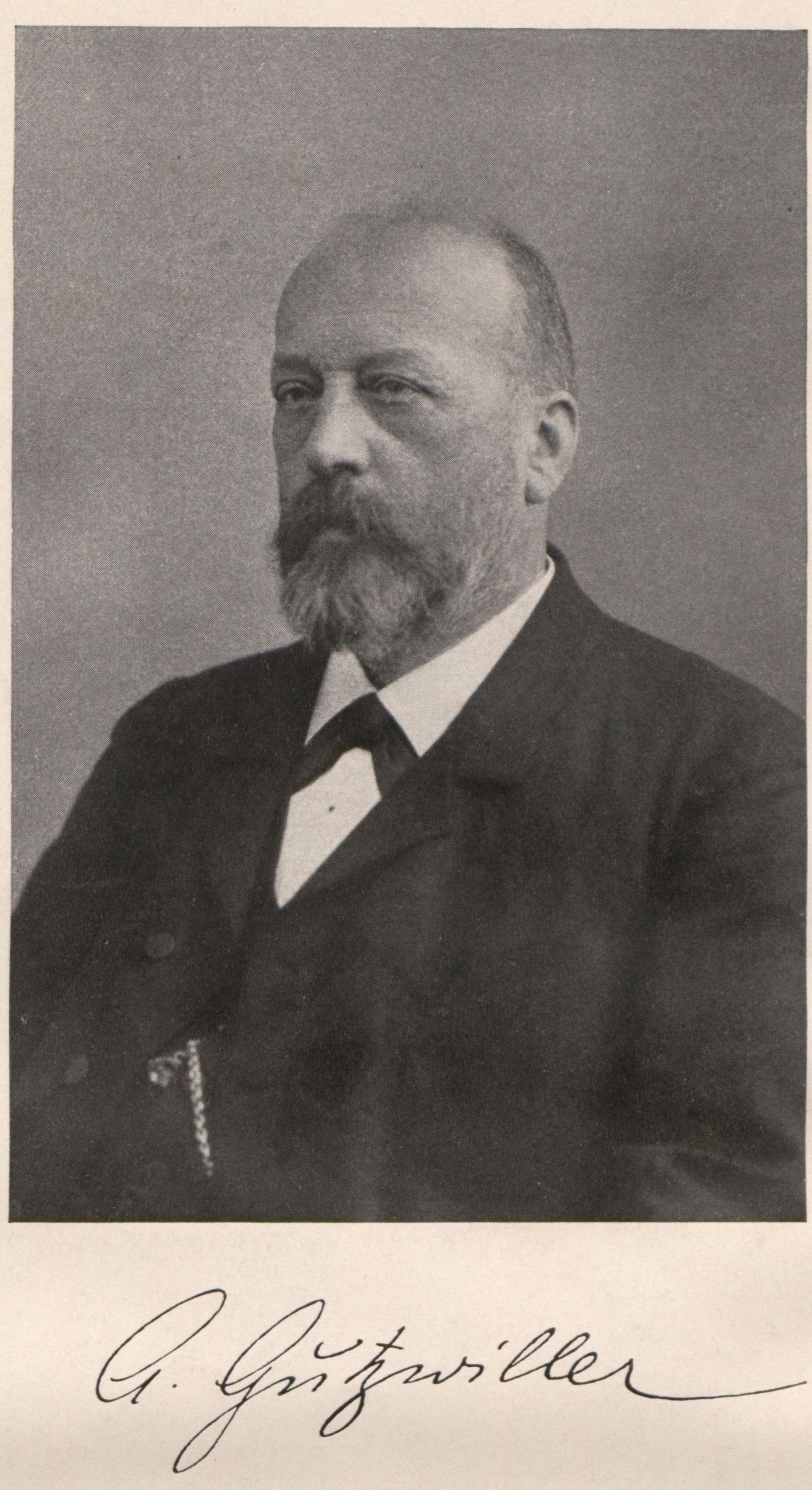
Andreas Gutzwiller (zwischen 1890 und 1910)

Andreas Gutzwiller (* 12. September 1845 in Therwil; † 14. September 1917) war ein Schweizer Geologe und Lehrer an der Oberen Realschule in Basel.

## Biografie
Gutzwiller studierte Naturwissenschaften in Zürich und Geologie in Paris. Er war zuerst Lehrer in St. Gallen und ab 1876 in Basel an der Oberen Realschule (Gewerbeschule).
Gutzwiller war einer der Pioniere der Erforschung der Geologie des Schweizer Juras in der Umgebung von Basel. Insbesondere stammt von ihm eine genaue stratigraphische Untersuchung zu Tertiär und Quartär (Pleistozän) in der Umgebung von Basel.
Von ihm sowie von Ferdinand Schalch und Julius Schill stammt Blatt 4 (St. Gallen, Frauenfeld) der Geologischen Karte der Schweiz von 1879. Auch ein Teil der geologischen Karte von Basel von 1915 stammt von ihm und seinem Freund Eduard Greppin.

## Schriften
- Das Verbreitungsgebiet des Sentisgletschers zur Eiszeit : ein Beitrag zur Karte der Quartärbildungen der Schweiz, Bericht über die Tätigkeit der St. Gallener Naturf. Ges., 1873, S. 80–155
- Die eocänen Süsswasserkalke im Plateaujura bei Basel, Abhandlungen der Schweizerischen Paläontologischen Gesellschaft 32, 1905
- mit  Franz Joseph Kaufmann, Casimir Moesch, Karl Mayer: Geologische Beschreibung des Kantons St. Gallen und seiner Umgebungen, Beiträge zur Geologischen Karte der Schweiz, Bern: Dalp 1877–1881
- Geologische Beschreibung des Kantons St. Gallen und seiner Umgebungen, Teil 1, Geologische Beschreibung der Molasse und der jüngeren Bildungen, Beiträge zur geolog. Karte der Schweiz 14,1, Bern, Dalp 1877
- mit Franz Joseph Kaufmann: Geologische Beschreibung des Kantons St. Gallen und seiner Umgebungen, Teil 2: Kalkstein- und Schiefergebiete der Kantone Schwyz und Zug und des Bürgenstocks bei Stanz, Beiträge zur geolog. Karte der Schweiz 14,2, Bern 1877
- mit Ferdinand Schalch: Geologische Beschreibung der Kantone St. Gallen, Thurgau und Schaffhausen. 2 Das Gebiet nördlich vom Rhein (Kanton Schaffhausen, Höhgau und Schienerberg), Beiträge zur geolog. Karte der Schweiz, Bern 1883
- Der Löss mit besonderer Berücksichtigung seines Vorkommens bei Basel, Basel 1894
- Eine Studienreise nach den Canarischen Inseln, Berichte Realschule Basel, 1909